# Västfrankiska riket

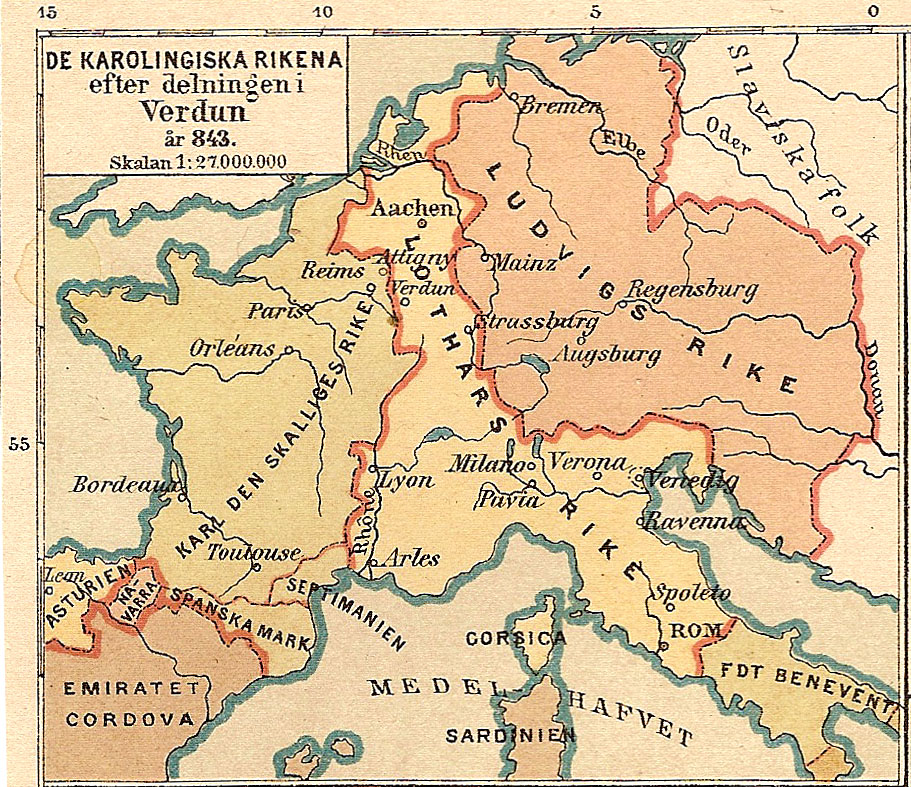
Historisk karta över de karolingiska rikena efter delningen i Verdun år 843

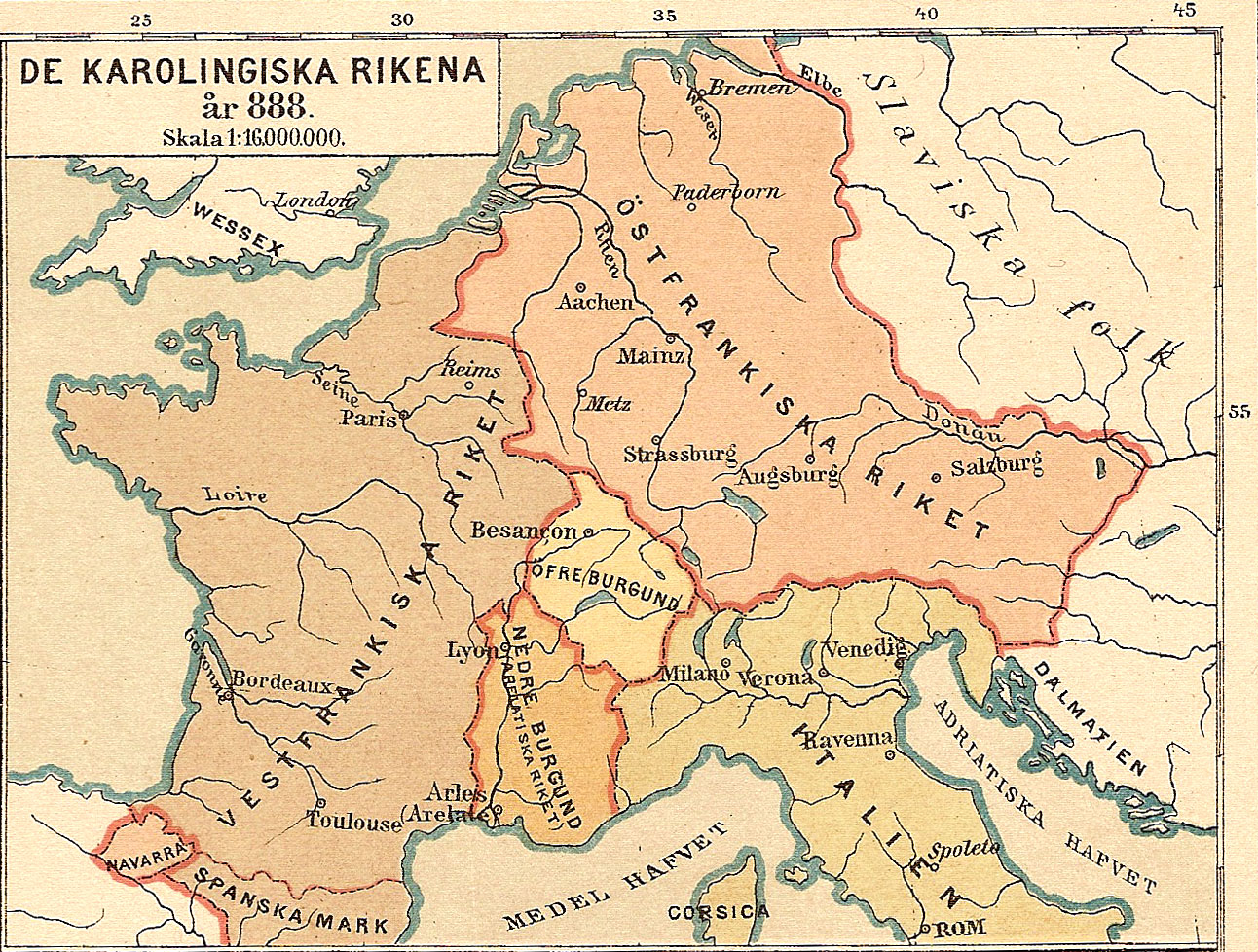
Historisk karta över de karolingiska rikena med det västfrankiska riket år 888

Västfrankiska riket, var ett historiskt rike, bildat cirka 843, som omfattade ungefär det område som utgör dagens Frankrike.
Frankerriket har sin upprinnelse i de frankiska stammarnas landområde, och blev en tydligare statsbildning under den merovingska dynastin. Ett par århundraden utvidgade Karl den store riket avsevärt. Tre av hans sonsöner delade i fördraget i Verdun 843 riket mellan sig, varvid tre riken uppstod: det västfrankiska, det östfrankiska och det mellanfrankiska (sedermera uppdelat mellan Lotharingia, Burgund och Italien). Detta fördrag ersattes år 870 av fördraget i Meerssen. Det västfrankiska riket styrdes därefter av karolingerna till och med Ludvig lättingen som fick lämna tronen till Hugo Capet som blev stamfader till den capetingska ätten. Det västfrankiska riket börjar under de närmaste århundradena att betraktas som Frankrike.